# (16786) 1997 AT1
(16786) 1997 AT1 là một tiểu hành tinh vành đai chính, có đường kính khoảng 24,02 kilômét (14,93 mi). Nó được phát hiện bởi Yoshisada Shimizu và Takeshi Urata ở đài thiên văn Nachi-Katsuura ở Nachikatsuura, Wakayama, Nhật Bản, ngày 2 tháng 1 năm 1997.